# Mary Lee
Mary Lee (Monaghan, 14 de fevereiro de 1821 – Austrália Meridional, 18 de setembro de 1909) foi uma sufragista e reformadora social irlandesa radicada na Austrália.

## Início de vida
Mary Lee nasceu na Irlanda no Condado de Monaghan. Ela casou-se em 1844 com George Lee, com quem teve sete filhos. Seu filho Ben mudou-se para Adelaide, na Austrália Meridional. Quando ele ficou doente em 1879 Lee, agora viúva, também emigrou com sua filha Evelyn para Adelaide. Elas foram para a Austrália na viagem inaugural no navio a vapor Orient. Seu filho, Ben, faleceu no ano seguinte.

## Ativismo
Em 1883 Mary Lee se tornou ativa no comitê feminino da Sociedade de Pureza Social. A sociedade defendia mudanças na lei relativa ao status social e legal de jovens mulheres, defendendo o fim do trabalho infantil para proteger garotas de abusos e preveni-las de se tornarem prostitutas ou casarem-se cedo. O sucesso do grupo foi uma aprovação da Emenda da Lei de Consolidação da Lei Criminal de 1885, que aumentou a idade de consentimento de 13 para 16 anos. Sua primeira conquista foi uma nova lei para proteger meninas, o que tornou ilegal para um homem fazer sexo com uma menos de dezesseis anos.

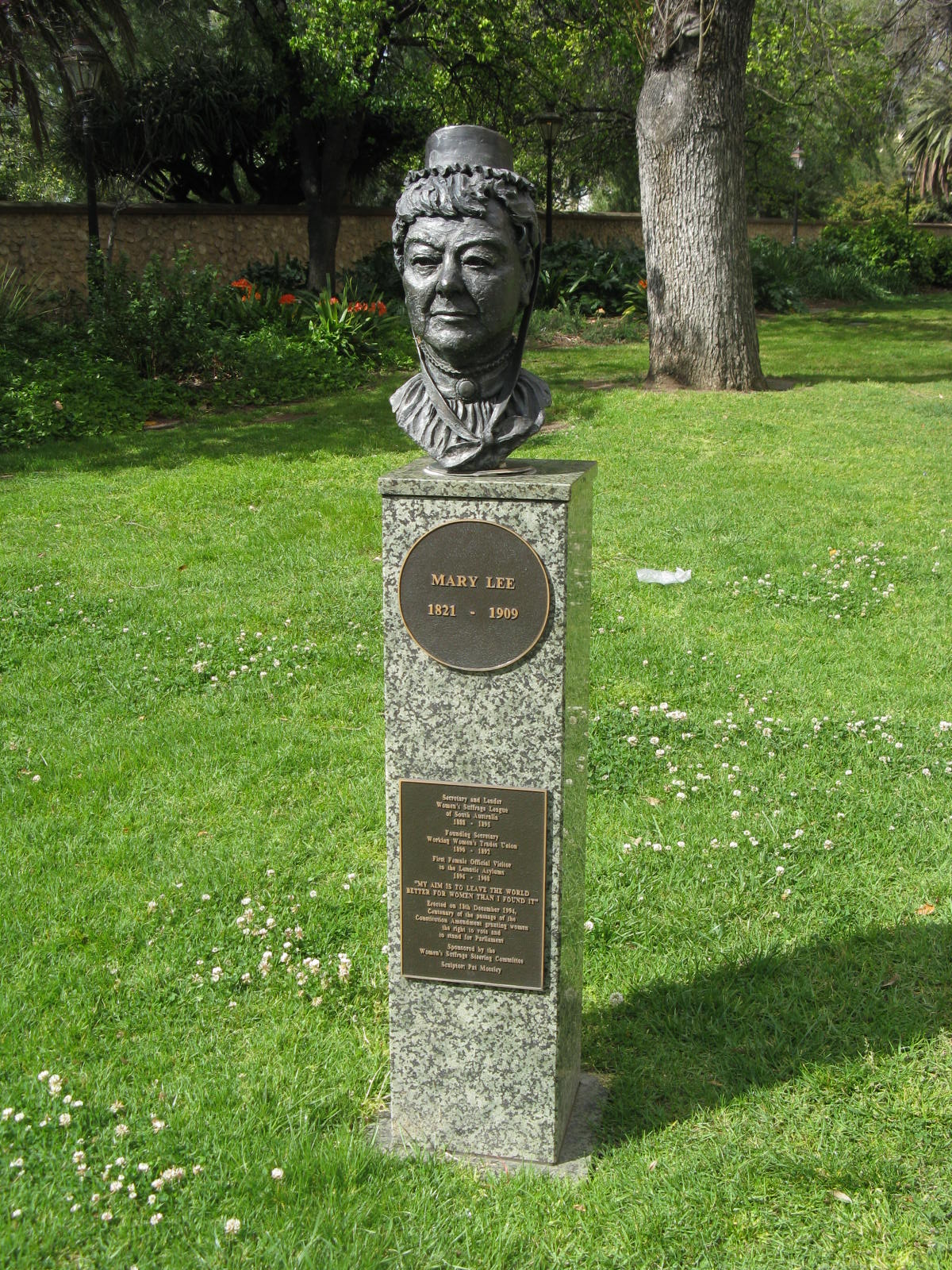
Busto em North Terrace, Adelaide

A Sociedade de Pureza Social também estava preocupada com as condições de trabalho das mulheres. Após o projeto de lei ser aprovado em 1885 o grupo começou a fazer campanha pelos direitos dos trabalhadores. Em dezembro de 1889, em uma reunião pública, Lee propôs a formação de um sindicato de mulheres. O Sindicato de Mulheres Trabalhadoras foi fundado em 1890, e Lee foi sua secretária por dois anos. Em 1893 ela compareceu às reuniões do Conselho de Comércio e Trabalho, servindo no sub-comitê que examinava as condições de trabalho na indústria de roupas e no Comitê de Mulheres e Crianças Aflitas, que distribuía roupas e comida para as famílias atingidas pela crise econômica da década de 1890.
Em 13 de julho de 1888 Lee, a Liga de Pureza Social e outros se encontraram e formaram a filial da Austrália Meridional da Liga pelo Sufrágio Feminino. Ela era a secretária co-honorária da Liga e durante seis anos e meio lutou pelo sufrágio feminino. Suas próprias cartas e relatos dos seus discursos mostram que Lee era uma mulher astuta e lógica, empregando argumentos sólidos, sagacidade e humor em sua correspondência e em falar em público. Em 1889 ela escreveu:  
...Que maridos, irmãos, pais, tenham em mente que é dever de todo homem livre deixar suas filhas tão livres quanto seus filhos. - como as mulheres ajudam na manutenção do governo, elas têm o direito de dizer como e por quem serão governadas. A civilização do século XIX concedeu às mulheres o mesmo status político que ao idiota e ao criminoso. Essa é a base de nossa reverência pela pessoa das mulheres e de nossa avaliação de seu trabalho.

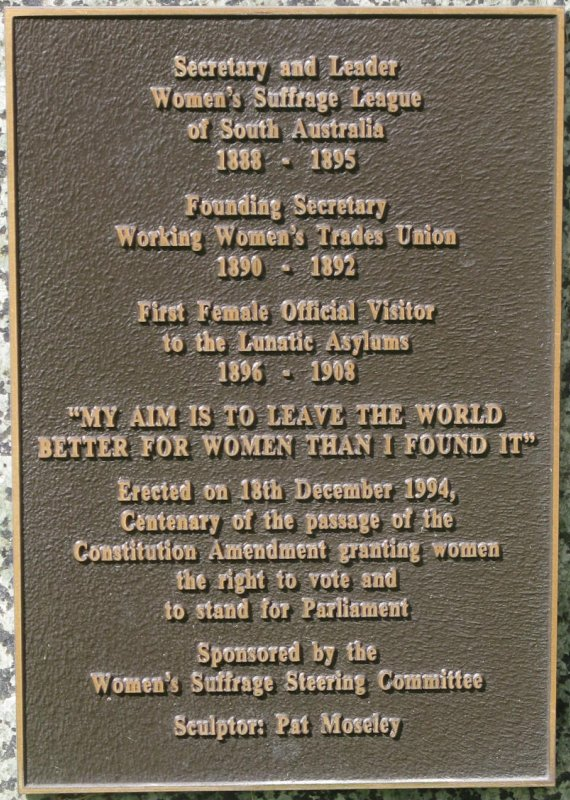
Placa localizada no busto em sua homenagem em North Terrace, Adelaide

Lee foi ativa na luta pelos direitos da classe trabalhadora, publicando os seguintes pensamentos no jornal The Barrier Miner a respeito da greve dos mineiros de 1892 em Broken Hill:
... Senhor, este ataque tem uma característica que o torna mais profundamente interessante do que qualquer um de seus antecessores ... que deve garantir uma página proeminente e distinta quando a história dessas colônias for escrita. É que as mulheres de Broken Hill são o primeiro grande grupo de mulheres trabalhadoras que levantaram suas vozes em protesto unificado contra a flagrante injustiça de que "a presente constituição não lhes permitirá ter voz na formulação das leis ..."
Projetos de lei para conceder o sufrágio feminino foram apresentados ao parlamento da Austrália Meridional entre 1889 e 1893, porém todos foram fracassados. Estimulados pela concessão do sufrágio feminino na Nova Zelândia Lee, a Liga de Pureza Social, a União de Temperança Cristã Feminina e a Liga Democrática viajaram por toda a Austrália Meridional e o Território do Norte para coletar assinaturas em uma petição. Em 23 de agosto de 1894, quando o projeto de lei do sufrágio adulto foi lido no parlamento da Austrália Meridional, as mulheres apresentaram a petição. O documento continha 11 600 assinaturas em folhas de papel de toda a colônia, que foram coladas para fazer um rolo de 122 metros de comprimento. O projeto de lei foi aprovado em 18 de dezembro de 1894 e concedia o direito ao voto às mulheres e as permitia que concorressem ao parlamento.
Depois que as mulheres receberam o direito ao voto, Lee foi ativa na educação de eleitoras, encorajando mulheres a se inscreverem e votar. No seu aniversário de 75 anos, 60 000 mulheres já estavam inscritas na eleição. Em 1895 Lee foi indicada para concorrer ao Parlamento, mas recusou a proposta.
Ela foi nomeada para a posição honorária de única visitante oficial do sexo feminino de asilos mentais em 1896. Durante essa última parte da sua vida, Lee sofreu problemas financeiros e teve que vender a sua biblioteca. Ela continuou a trocar correspondências com mulheres de outros estados australianos que ainda não haviam garantido o sufrágio feminino.

## Morte e legado
Lee morreu em 1909 de pleurisia após uma gripe e foi sepultada com seu filho Ben.
Uma propriedade em Bonython, subúrbio de Camberra, foi nomeada em sua homenagem. Em 1994, para marcar o centenário da emancipação feminina na Austrália Meridional, ela foi reconhecida como heroína nacional. Uma moeda especial foi emitida pela Casa da Moeda em sua homenagem.
Uma biografia de Mary Lee escrita por Denise George foi publicada em 2018 e bem-recebida pela crítica.